# Liste der Biografien/Schwy
Liste der Biografien |
Portal Biografien |
Personensuche
# |
A |
B |
C |
D |
E |
F |
G |
H |
I |
J |
K |
L |
M |
N |
O |
P |
Q |
R |
S |
T |
U |
V |
W |
X |
Y |
Z |
?
 
Sa |
Sb |
Sc |
Sd |
Se |
Sf |
Sg |
Sh |
Si |
Sj |
Sk |
Sl |
Sm |
Sn |
So |
Sp |
Sq |
Sr |
Ss |
St |
Su |
Sv |
Sw |
Sy |
Sz
 
Sca–Sce |
Sch |
Sci–Scz
 
Scha |
Schc |
Schd |
Sche |
Schg |
Schi |
Schj |
Schk |
Schl |
Schm |
Schn |
Scho |
Schp |
Schr |
Schs |
Scht |
Schu |
Schv |
Schw |
Schy
 
Schwa |
Schwe |
Schwi |
Schwo |
Schwu |
Schwy
Die Liste der Biografien führt alle Personen auf, die in der deutschsprachigen Wikipedia einen Artikel haben. Dieses ist eine Teilliste mit 12 Einträgen von Personen, deren Namen mit den Buchstaben „Schwy“ beginnt.

## Schwy

### Schwyd
- Schwydkoi, Michail Jefimowitsch (* 1948), russischer Kunstwissenschaftler und Politiker

### Schwyn
- Schwyn, Gérard (* 1931), Schweizer Autor

### Schwyr
- Schwyrjow, Wjatscheslaw (* 2001), kasachischer Fußballspieler

### Schwyt
- Schwyter, Annemarie (* 1922), Schweizer Radio- und Fernsehjournalistin
- Schwyter, Hermann (1878–1960), Schweizer Veterinärmediziner und Oberpferdearzt der Schweizer Armee
- Schwytkin, Juri Nikolajewitsch (* 1965), russischer Militär, Staatsmann und Politiker

### Schwyz
- Schwyzer, Eduard (1874–1943), Schweizer klassischer Philologe und Indogermanist
- Schwyzer, Gertrud (1896–1970), Schweizer Künstlerin der Art Brut
- Schwyzer, Hans-Rudolf (1908–1993), schweizerischer Lehrer, Klassischer Philologe und Philosophiehistoriker
- Schwyzer, Julius (1876–1929), Schweizer Bildhauer
- Schwyzer, Robert (1920–2015), Schweizer Biochemiker und Molekularbiologe
- Schwyzer-Vogel, Jeanne (1870–1944), Schweizer Frauenrechtlerin